# Andreas Walzer
Andreas Walzer (nascido em 20 de maio de 1970) é um ex-ciclista alemão e campeão olímpico no ciclismo de pista.
Foi o vencedor e recebeu a medalha de ouro na perseguição por equipes nos Jogos Olímpicos de Barcelona 1992, junto com Jens Lehmann, Stefan Steinweg, Guido Fulst e Michael Glöckner.